# Sardocyrnia bastelicaria
Sardocyrnia bastelicaria là một loài bướm đêm trong họ Geometridae.